# Electric Tears
Electric Tears — девятый студийный альбом гитариста-виртуоза, известного под псевдонимом Buckethead, издан в 2002 году лейблом Meta.

## Об альбоме
Electric Tears традиционно считается одним из наиболее мягких и успокаивающих альбомов Бакетхэда, наряду с записью 1998 года Colma. Гитарист записал акустический Electric Tears в одиночку, без приглашённых музыкантов. Наиболее примечательными композициями, по мнению Рика Андерсона из Allmusic, являются минималистическая «All in the Waiting» и притягательная «Padmasana». В целом, критик порекомендовал альбом к прослушиванию. Песня «Sketches of Spain» посвящена джазовому трубачу Майлсу Дэвису. В 2012 году, спустя десять лет после выхода настоящего альбома, Бакетхэд выпустил продолжение Electric Tears — альбом Electric Sea.

## Список композиций
| №   | Название                        | Длительность |
| --- | ------------------------------- | ------------ |
| 1.  | «All in the Waiting»            | 3:41         |
| 2.  | «Sketches of Spain (for Miles)» | 4:03         |
| 3.  | «Padmasana»                     | 11:36        |
| 4.  | «Mustang»                       | 5:36         |
| 5.  | «The Way to Heaven»             | 5:48         |
| 6.  | «Baptism of Solitude»           | 6:07         |
| 7.  | «Kansas Storm»                  | 5:31         |
| 8.  | «Datura»                        | 5:36         |
| 9.  | «Mantaray»                      | 4:08         |
| 10. | «Witches on the Heath»          | 2:38         |
| 11. | «Angel Monster»                 | 5:05         |
| 12. | «Electric Tears»                | 5:29         |
| 13. | «Spell of the Gypsies»          | 5:10         |

## Участники записи
- Бакетхэд — акустическая гитара, электрогитара